# Álvaro Carvajal Melgarejo
Álvaro Carvajal Melgarejo (Madrid, 23 de novembre de 1872 - Monteaux, Loir i Cher, 12 de setembre de 1955) fou un aristòcrata i polític espanyol, XIV marquès de Cenete des de 1894.

## Trajectòria política
Fou elegit diputat del Partit Conservador pel districte de Granollers a les eleccions generals espanyoles de 1898 i pel de Baza (província de Granada) a les eleccions generals espanyoles de 1907. També fou nomenat senador per dret propi com a Gran d'Espanya el 1908-1909.